# Гладкий, Сергей Фёдорович
Сергей Фёдорович Гладкий (род. 23 октября 1929, Адамовка) — советский металлург, сталевар, старший горновой доменной печи Днепровского металлургического завода имени Ф. Э. Дзержинского, передовик производства в металлургической промышленности УССР. Герой Социалистического Труда (1966). Заслуженный металлург УССР (1960). Почётный гражданин города Днепродзержинска. Муж Героя Социалистического Труда Зориченко Тамары Фёдоровны

## Биография
Родился 23 октября 1929 года в селе Адамовка Криничанского района (ныне Днепропетровской области).
С 1947 года начал трудовой путь на доменной печи № 1 Днепровского металлургического завода имени Ф. Э. Дзержинского. В 1952 году стал старшим горновым доменной печи № 7. В 1960 году ему было присвоено звание Заслуженного металлурга УССР.
Достиг значительных успехов в выполнении производственных планов, ускорении освоения новой доменной печи. Указом Президиума Верховного Совета СССР от 22 марта 1966 года за трудовые успехи отмечен высшей наградой Родины — орденом Ленина и Золотой звездой.
Член КПСС с 1957. На XXIV и XXV съездах КП Украины избирался членом ЦК КП Украины. Был делегатом двух съездов ВЦСПС, двух съездов металлургов.
Старшим горновым трудился до самой пенсии, а затем на участке переработки огнежидких шлаков — работе в доменном цеху отдал 53 года.
В 2001 году вышел на пенсию.